# Valp
Valp, seudónimo de Valentine Pasche (Ginebra, 10 de abril de 1979), es una historietista suiza.

## Biografía
Después de estudiar tres años en la escuela «Arts Décoratifs» en Ginebra, Valp comienza su carrera como historietista.
Encuentra su inspiración en la literatura y el cine de fantasía, ciencia ficción y steampunk. Especialmente Star Trek, Harry Potter, Sherlock Holmes, Valérian y Laureline, y las historias de Lovecraft.
Su primera serie de cinco álbumes, tiene lugar en un mundo llamado Lock. Este mundo sin cielo, salvaje y mecánico, está lleno de peligros. La serie cuenta la historia de un grupo de personajes que buscan escapar de este mundo.
Su segunda serie se llama "Ashrel". Es una aventura medieval. El primer volumen de su segunda serie fue publicado el 20 de mayo de 2009 y recibió el premio  Töpffer de la ciudad de Ginebra el 4 de diciembre de 2009.
El primer volumen de su tercera serie, "Les fantômes de Neptune", fue publicado en 2015. Se trata de una aventura steampunk, que tiene lugar en 1890, en una Europa alternativa, donde el progreso científico es tan avanzado que permite iniciar la exploración espacial.

## Obra
- Lock Tome 1 - Nepharius, 2001
- Lock Tome 2 - Mécanique Céleste, 2002
- Lock Tome 3 - Le Prix du Passé, 2004
- Lock Hors-Série - Le Guide de Lock, 2004
- Lock Tome 4 - Abrasombra, 2006
- Lock Tome 5 - Langorytes, 2007
- Lock - L'Intégrale, 2008
- Ashrel Tome 1 - Dragon,2009
- Ashrel Tome 2 - Wesconda, 2010
- Ashrel Tome 3 - Tanatis, 2011
- Ashrel Tome 4 - Le cercle noir, 2012
- Sketchbook Valp, 2011
- Les Fantômes de Neptune – 1. Kheropis, 2015